# Move Bitch
Move Bitch  è un singolo del rapper statunitense Ludacris, pubblicato nel 2002 ed estratto dall'album Word of Mouf. Il brano vede la partecipazione dei rapper Mystikal e I-20.

## Video
Il videoclip della canzone vede la partecipazione di Jalen Rose.

## Sample
Dei samples tratti dal brano sono stati utilizzati dal disc jockey Girl Talk per il brano Oh No e dal duo reggaeton Maicol & Manuel per il brano Hoy Me Levanté.